# Vodní elektrárna Sedlice
Vodní elektrárna Sedlice je vodní dílo na řece Želivce v kraji Vysočina. Bylo vybudováno v letech 1921–1928 jako první československé energetické vodní dílo z veřejného rozpočtu a stalo se první československou špičkovou elektrárnou v systému s vyrovnávací nádrží. 

## Historie projektu a výstavby
Po první světové válce došlo v Evropě k rozvoji energetických elektrických systémů, umožňujících využít energie z lokálních zdrojů k napájení většího universálního energetického celku. Do této doby byla elektrické energie distribuována pouze ke konkrétnímu koncovému uživateli. Spolu s tímto vývojem se objevila i užitečnost vodních zdrojů jako nejpružnějšího regulačního členu. Mladý československý stát disponoval lidským odborným potenciálem i technologickým zázemím světové úrovně. Užitečnou podporou této skutečnosti byl Zákon ze dne 22. července 1919 O státní podpoře při zahájení soustavné elektrisace. Začaly vznikat tzv. všeužitečné elektrárenské společnosti s minimálně 60% kapitálovou účastí státu a byla budována třífázová soustava o kmitočtu 50 Hz o přenosovém napětí 22 kV pro regionální a 100 kV pro dálkové přenosové soustavy.
Prvním projektem vodního energetického díla, čerpajícím státní prostředky byl projekt přehrazení řeky Želivky v místě zaškrcení údolního meandru u obce Sedlice. Čerpání veřejných prostředků je důkazem zaměření projektu na podporu elektrizační soustavy. Po první světové válce na území Československa pracovaly pouze tři vodní elektrárny s výkonem přes 1 MW, na Labi v Poděbradech (1,04 MW), na Vltavě v Praze na Štvanici (1,4 MW) a na horní Vltavě u Vyššího Brodu (7,8 MW). Projektovaným výkonem přes 2 MW se tak vodní dílo zařadilo na druhé místo, prvenství však získalo svou koncepcí špičkové vodní elektrárny s dostatečnou vodní akumulací a s vyrovnávací nádrží.
V režii Zemského správního výboru a Ministerstva veřejných prací započaly v roce 1921 práce na projektu, který byl rozdělen na výstavbu přehrady, ražení přiváděcí štoly, výstavbu samotné elektrárny a vybudovaní vyrovnávací nádrže.
První pracovní činnosti začaly při ražení spojovací štoly, při nichž bylo během výrubu 4000 m3 horniny použito více než 10 tun dynamitu. Ražení štoly trvalo dva roky a vyžádalo si jeden lidský život. Spolu se štolou probíhala výstavba samotné elektrárny. Štola společně s budovou elektrárny byly dokončeny v průběhu roku 1923. V místech vtoku byl v řečišti řeky vybudován pětimetrový betonový jez, který umožnil při pracovním spádu 27 metrů zprovoznit a odzkoušet turbosoustrojí ještě před dostavěním finální přehradní hráze.  
V roce 1926 byla strojovna osazena dvěma horizontálními Francisovými turbínami, menší o výkonu 300 kW a hltnosti 1,25 m³/s, silnější o výkonu 600 kW a hltnosti 2,5 m³/s (údaje pro konečný spád 36 m). V roce 1928 byl instalován poslední nejvýkonnější agregát o výkonu 1100 kW a hltnosti 5 m3/s. Doprava dílů nevšedních rozměrů a hmotností, stator 10 tun, rotor 16 tun, nebyla v terénních podmínkách té doby ještě dostatečně propracována a rotor se během transportu po zasněžené cestě sesunul u Želivu do příkopu, kde zůstal déle jak měsíc, než se ho podařilo uvolnit a dále dopravit na místo určení.
Na jaře 1926 se začala stavět přehradní hráz v místech nejužšího údolního zaškrcení. Přehrada byla dokončena na podzim 1927 a během zimy se začala napouštět. Od jara 1928 pak mohla elektrárna pracovat na spádu 36 metrů a pod hladinou zmizel i původní betonový jez. Výstavba vyrovnávací nádrže Vřesník spadá do období 1925 až 1928. 

## Popis

### Přehrada
Horní pracovní hladinu zajišťuje Přehrada údolní nádrže Sedlice. Nachází se na říčním kilometru 63,35  a vytváří nádrž o ploše 18 ha a celkovém objemu 2,22 milionu m3, který koresponduje s dlouhodobým průměrným  průtokem řeky 2,58 m3/s.  Kapacita přelivu 160 m3/s pak koresponduje s hodnotou stoleté vody 151 m3/s. Výška vzedmutého vodního sloupce je 15 m. Vtokový objekt je umístěn 450 m od hráze na levém břehu a ústí do podzemního přivaděče. Pod hladinou se nachází vnořené vodní dílo v podobě původního betonového jezu, který slouží k omezení pohybu sedimentů.

### Přivaděč
Podzemní štola o délce 882 m klesá od vtokového objektu pod úroveň řečiště a nejbližším směrem pokračuje k elektrárně. Vyúsťuje na povrch 22,5 m nad spodní hladinou a vodu přivádí k agregátům ocelovým potrubím. Celkový pracovní spád je 36 m.

### Elektrárna
Ve strojovně pracují původní tři turbíny i generátory o výkonech 300, 600 a 1200 kW a hltnostech 1,25, 2,5 a 5 m3/s dodané firmami Škoda a ČKD. Od počátku provozu měly všechny agregáty přezdívky Emilka pro nejslabší, Jirka pro střední a silák Anka pro nejvýkonnější soustrojí. Tyto historické přezdívky jsou obsluhou používány i v současnosti. Spodní pracovní hladinu tvoří vzedmutí vyrovnávací nádrže Vřesník.

### Vyrovnávací nádrž
Vyrovnávací nádrž Vřesník navyšuje hladinu přírodního toku zhruba o pět metrů. Celkový objem nádrže 370 000 m3 umožňuje zásobovat koryto Želivky dostatečným průtokem během nečinnosti elektrárny. Větší akumulace přepouštěné vody však nádrž schopna není a tak průtok řeky pod vodním dílem v běžném denním chodu silně kolísá. 

## Provoz
Od počátku provozu v elektrárně pracují původní hydraulické i elektrické agregáty. V roce 2013 byla započata rekonstrukce zařízení v podobě výměny některých opotřebených hydraulických, mazacích a chladicích systémů. Byly rovněž převinuty rotory alternátorů a kompletně zmodernizován původní řídící systém firmy František Křižík.
K roku 2021 pracuje elektrárna Sedlice jako jedna ze sedmi vodních energetických děl na toku řeky Želivky. Při průměrné roční výrobě 6,8 GWh představuje 56 % roční výroby všech elektráren na řece. Svým instalovaným výkonem však představuje 75 % z celkového instalovaného výkonu na vodním toku. Zřetelný rozdíl v těchto poměrech odpovídá principu špičkového režimu elektrárny Sedlice oproti průtokovému režimu ostatních děl.